# إليك بي. فرنسيس
إليك بي. فرنسيس (بالإنجليزية: Alec B. Francis)‏ هو ممثل بريطاني، ولد في 2 ديسمبر 1867 بلندن في المملكة المتحدة،

## أعمال

### أفلام
- (1912) أنقذت من التيتانيك
- (1915) جيمي فلنتاين
- (1922) خلف الصخور
- (1930) قضية مقتل بيشوب
- (1931) أروسميث

## الوفاة
توفي في 6 يوليو 1934 بهوليوود في الولايات المتحدة.

## وصلات خارجية
- إليك بي. فرنسيس على موقع IMDb (الإنجليزية)
- إليك بي. فرنسيس على موقع قاعدة بيانات الفيلم (الإنجليزية)